# Stammvater
Stammvater oder Ahnherr bezeichnet den oft nur sagenhaften Begründer einer Familie, Abstammungsgruppe, Sippe oder eines Clans, Geschlechtes, Stammes oder Volkes. Die Familiengeschichtsforschung (Genealogie) versteht als Stammvater den frühesten geschichtlich belegten Vorfahren, von dem eine familiäre Gruppe von Nachkommen in direkter Blutsverwandtschaft abstammt; er steht an der Wurzel eines Stammbaums (oder zuoberst in einer Stammliste).
Insbesondere Adels- und Herrscherfamilien beziehen sich auf einen ursprünglichen Stammvater als Gründer und Ahnherrn ihres Geschlechts. Auch die alte römische Rechtsvorstellung der „Agnaten“ (lateinisch „Hinzu-/Nachgeborene“) bezieht sich auf eine ununterbrochene Stammlinie von einem Stammvater, enthält aber ausschließlich männliche Mitglieder der Linie, während Frauen als nur kognatisch („mitgeboren“) eingeordnet werden.
Die biologische Vaterschaft lässt sich allerdings selten eindeutig nachweisen (siehe Kuckuckskinder), außerdem gehört der Ahnherr zumeist einer nur mündlich überlieferten, weit zurückliegenden Vorfahrengeneration an. Besonders bei Gruppen und Gesellschaften, die sich auf eine ausschließlich patrilineare Abstammung beziehen (in der Väterlinie), wurde der gemeinsame Stammvater oft durch eine nachträgliche Herkunftssage als Ursprungslegende konstruiert (siehe die biblischen „Erzväter“). Demgegenüber beziehen sich Familien und Abstammungsgruppen mit Mütterlinien (matrilinear über Mütter an Töchter) auf eine gemeinsame „Stammmutter“. Weltweit finden sich mutterseitige Abstammungsregeln bei etwa 200 der 1300 im Ethnographic Atlas erfassten indigenen Völkern und Ethnien, während sich rund 600 patrilinear ordnen (über Väter an Söhne), darunter auch einige, bei denen sich Söhne von ihrer Väterlinie und Töchter von ihrer Mütterlinie herleiten.
In den mythologischen Vorstellungen der Römer galt der Kriegsgott Mars als Stammvater des römischen Volkes, von ihm ist das Marssymbol ♂ für die Männlichkeit abgeleitet (ein Schild mit Speer). Neben Städten und Ländern beziehen sich auch Völker in ihren Mythologien auf einen (oft göttlichen) Stammvater, beispielsweise die hellenistischen Griechen auf Hellen als ihren Ahnherrn. Im indischen Hinduismus gilt Manu als Stammvater aller Menschen. In den abrahamitischen Religionen werden in unterschiedlichen Zusammenhängen Adam, Noah, Abraham und andere als „Stammvater“ bezeichnet (siehe auch die biblische Vätergeschichte).
In der Archäogenetik (archäologische Vererbungslehre) wurde anhand des paternalen Erbgangs des männlichen Y-Geschlechtschromosoms ein menschlicher Adam des Y-Chromosoms errechnet, der als urzeitlich frühester Stammvater mit allen heute lebenden Männern (nicht unbedingt Frauen) durch die ununterbrochene Abstammungslinie seiner Nachkommen biologisch verwandt ist. Dieser Adam lebte in Afrika vor geschätzten 75.000 Jahren (± 15.000).